# Cantone di Domont
Il Cantone di Domont /dɔˈmõ/ è una divisione amministrativa degli arrondissement di Pontoise e di Sarcelles.
A seguito della riforma complessiva dei cantoni del 2014 è passato da 4 a 11 comuni.

## Composizione
Prima della riforma del 2014 comprendeva i comuni di:
- Attainville
- Bouffémont
- Domont
- Moisselles

Dal 2015 comprende i comuni di:
- Baillet-en-France
- Béthemont-la-Forêt
- Bouffémont
- Chauvry
- Domont
- Moisselles
- Montsoult
- Piscop
- Le Plessis-Bouchard
- Saint-Leu-la-Forêt
- Saint-Prix